# St. Wendelin (Lechbruck am See)

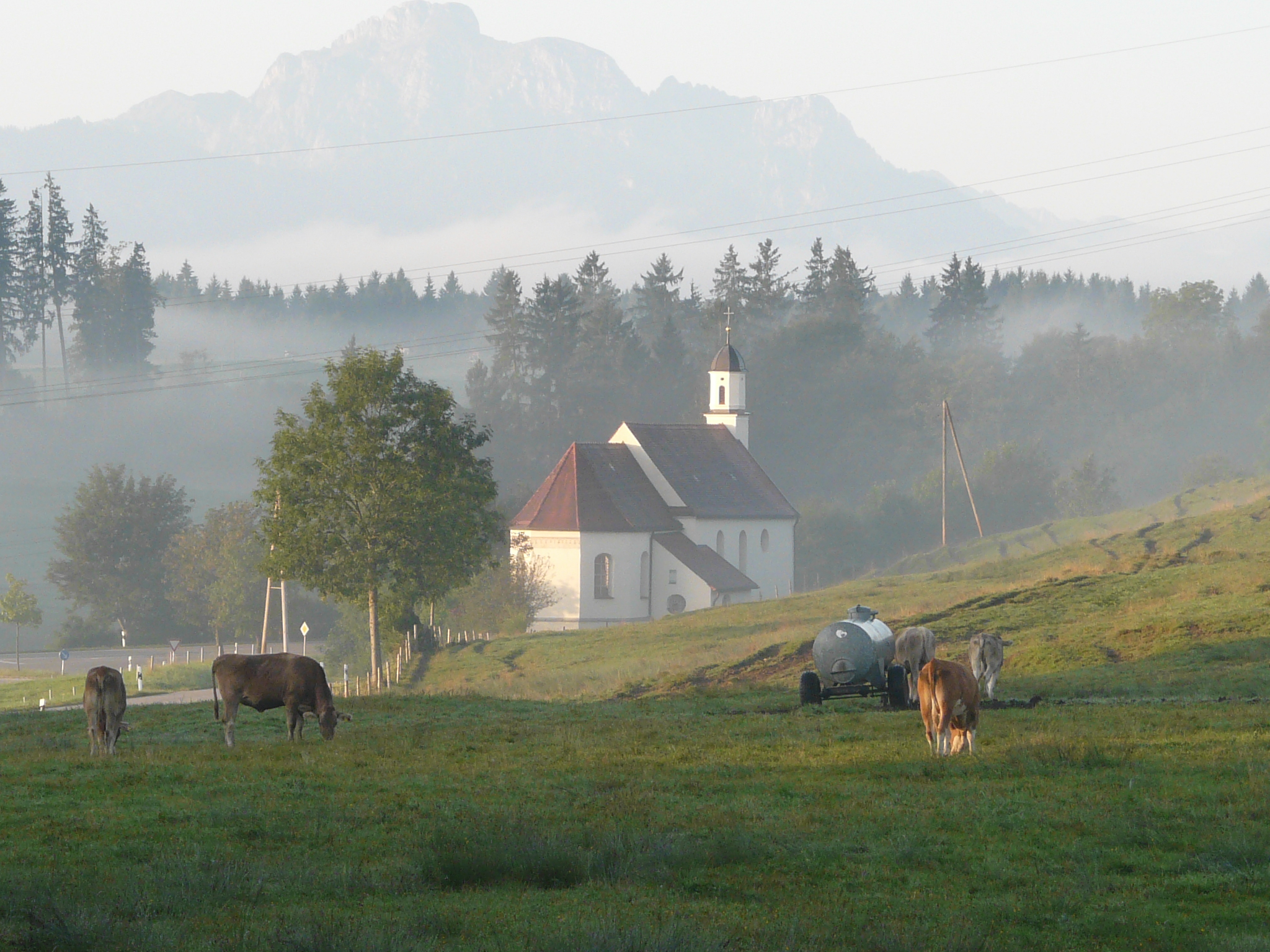
St. Wendelin bei Lechbruck am See

Die Kapelle St. Wendelin liegt an der Straße zwischen Lechbruck und Sameister. Für eine ländliche Betkapelle weist sie einen stattlichen Bau auf.
Im Jahr 1992 übernahm die Gemeinde Lechbruck am See die Kapelle St. Wendelin von der Nachbargemeinde Bernbeuren. Der 1480 erstmals urkundlich erwähnte Bau diente einst den umliegenden Höfen als geistlicher Mittelpunkt. Zunächst war die Kapelle dem Apostel Jakobus dem Älteren geweiht, nach einer Zerstörung im Bauernkrieg im Jahr 1525 und dem Wiederaufbau wurde sie dem beliebten Bauernheiligen St. Wendelin geweiht. Auf dem Bild des Hochaltars ist St. Wendelin im Gebet vor dem Jesuskind zu sehen. Nach einem Blitzeinschlag im Jahr 1737 wurde die Kapelle im Jahr 1760 renoviert und der Innenraum in einen schlichten Rokokosaal verwandelt. Im Chor finden sich gemalte Stuckformen in Rokokomanier.

## Besonderes
Der heilige Wendelin war lange Zeit Anlass und Ziel von Wallfahrten und Bittgängen. Die Tradition des Wendelinrittes wurde in jüngster Vergangenheit wiederbelebt. Reiter, Fuhrwerke und Pferde kommen jährlich zum festlichen Umritt im Oktober zusammen und bitten um geistlichen Beistand.